# عنقود مجرات العذراء العظيم

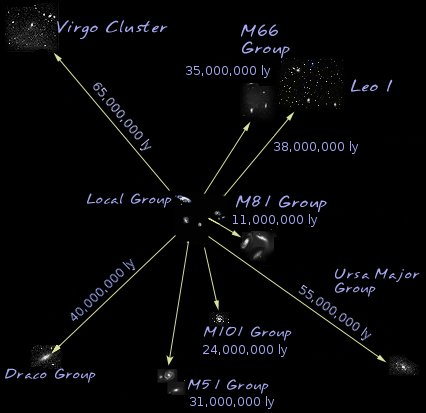
المسافات بيننا (المجموعة المحلية) و بعض تجمعات المجرات حولنا. إلى أعلى اليسار تجمع مجرات العذراء.

عنقود مجرات العذراء العظيم (بالإنجليزية: Virgo Supercluster أو Local Supercluster) هو تجمع مجري هائل غير منتظم يتكون من تجمع مجرات العذراء بالإضافة إلى المجموعة المحلية التي توجد فيها مجرة درب التبانة والمجرة الكبيرة المرأة المسلسلة. يوجد في هذا العنقود العظيم 100 مجموعة مجرات على الأقل، في حجم يبلغ قطره نحو 33 مليون فرسخ فلكي، أي نحو 110 مليون سنة ضوئية. يشكل هذا العنقود العظيم واحدا من نحو مليون من أمثاله من العناقيد المجرية العظيمة الموجودة في الكون المرئي.

## عنقود مجرات العذراء العظيم وتكوينه في الكون

صور توضح موقعنا في الكون المرئي. [//upload.wikimedia.org/wikipedia/commons/0/0f/Earth's_Location_in_the_Universe_SMALLER_(JPEG).jpg Click here for larger image] ، الصور من اليسار إلى اليمين :1) الأرض ، 2) المجموعة الشمسية ، 3) جيران المجموعة الشمسية ، 4) مجرتنا ، 5)مجموعة المجرات المحلية ، 7) عنقود مجرات العذراء العظيم ، 8) الكون.

## مقدمة

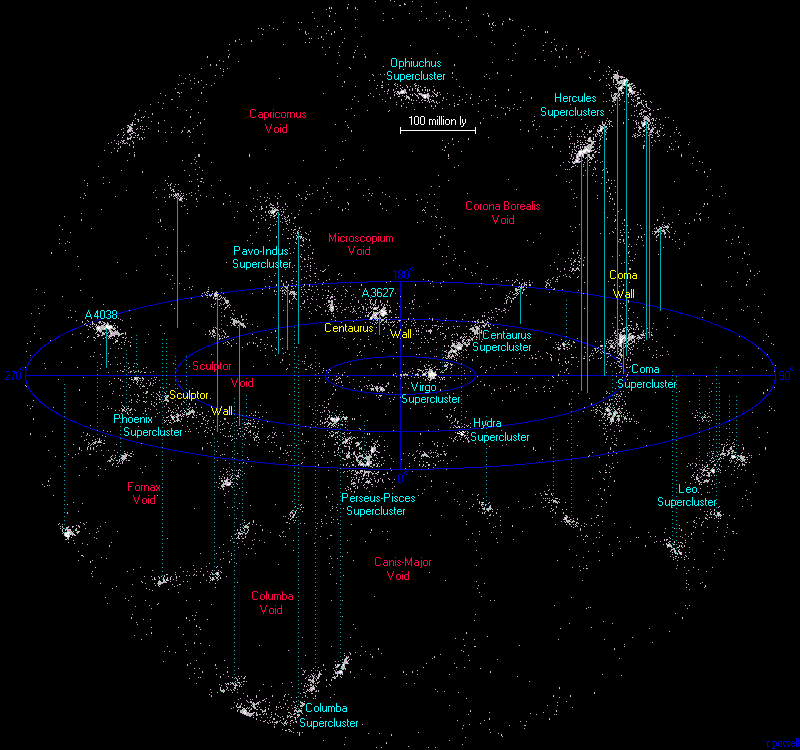
جيران عنقود العذراء العظيم من العناقيد العظيمة الأخرى و فراغات (فلك) وخيوط مجرات.

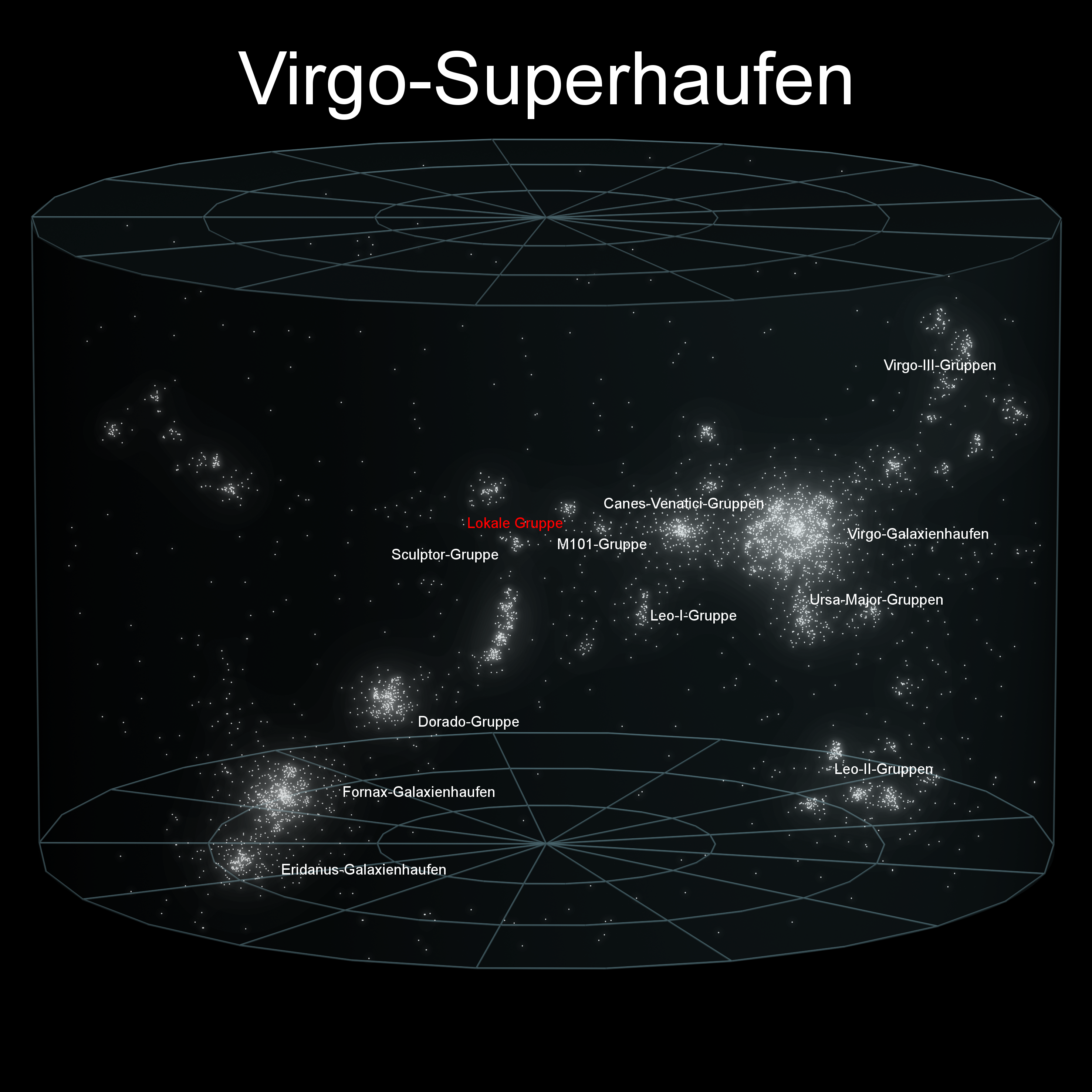
موقع عنقود مجرات العذراء العظيم (إلى اليمين و أعلى اليمين) بالنسبة إلى المجموعة المحلية Local group. إلى أسفل اليسار يـُرى مجموعة مجرات الكور Fornaux group.

يحوي عنقود مجرات العذراء العظيم بين 100 إلى 200 مجموعة مجرات. ويتمركز في وسطه تجمع مجرات العذراء المتكون من نحو 2000 مجرة، ولهذا فقد سمي العنقود العظيم باسمه. مثل تلك التجمعات المجرية نجد مجموعة مجرات الكور ومجموعة مجرات النهر. توجد مجموعتنا المحلية من المجرات ومجموعات أخرى مثل مجموعة مجرات م81 ومجموعة مجرات م83 ومجموعة مجرات النحات في الوسط تقريبا بين مجموعة مجرات الكور ومجموعة مجرات العذراء.
يبلغ قطر حجم عنقود مجرات العذراء العظيم نحو 150 إلى 200 مليون سنة ضوئية، وهو في شكل القرص.
وتبلغ الكتلة الكلية لهذا العنقود العظيم ربما ما يزيد عن 1015 كتلة شمسية
(أي نحو 2 × 1045 كيلوجرام). وقد توصل العلماء إلى هذا التقدير عن طريق رصد تأثيرات الجاذبية التي تعمل على تحريك المجرات . ونظرا لأن شدة ضياء عنقود العذراء العظيم تعتبر منخفضة بمقارنتها بعدد النجوم فيها فإن ذلك يشير إلى حتمية وجود ما يسمى مادة مظلمة . ويعتقد العلماء أن المادة المظلمة تكون الجزء الأكبر من الكتلة في عنقود العذراء العظيم .
يتحرك عنقود مجرات العذراء العظيم في اتجاه عنقود هيدرا قنطورس العظيم بسرعة تبلغ نحو 600 كيلومتر /الثانية - بالإضافة إلى عدة عناقيد مجرات عظيمة أخرى - في اتجاه وبنفس السرعة في اتجاه تشكيل أعظم أكتشف عام 1990 يسمى الجاذب العظيم، وهو يبعد عنا نحو 200 مليون سنة ضوئية.

## تجمعات مجرات وتجمعات نجوم فيها
الصورة المعتادة التي يحصل عليها الفلكيون عن رصد مناطق الكون المختلفة هي أن المجرات تتركز في تجمعات منها وعناقيد، تربط بينها خيوط أو فتائل مكونة من مجرات كما تفصلها في نفس الوقت فراغات كونية بالغة الكبر لا يوجد بها مجرات تصل مقاييس تلك الفاراغات إلى 200 -400 مليون سنة ضوئية ويصبح الشكل العام شكلا عنكبوتيا. وأينما قام الفلكيوين بتوجيه تلسكوباتهم في أنحاء الكون المختلفة يجدوا هذا الشكل العام، أي لا يتميز اتجاه عن اتجاه ولا ركن من أركان الكون عن الآخر. هذا بصرف النظر عن أنه كلما كانت الصورة قادمة من ركن بعيد في الكون كانت صورته لدينا تنتمي إلى وقت سحيق سابق. نظرا لأن الضوء القادم من مجرات بعيدة يأتي إلينا بسرعة الضوء البالغة نحو 300 ألف كيلومتر في الثانية فغن الصورة التي نراها حاليا هي هيئته التي كان عليها عندما غادره الضوء. أي أنه كلما كنا ننظر إلى أماكن بعيدة في الكون كنا نري الماضي.
عنقود مجرات العذراء العظيم هو أحد التجمعات الهائلة للمجرات، وهو يتصف بمجموعات المجرات وتجمعات النجوم التالية: 
| الاسم                                           | البعد عن المجموعة المحلية (مليون سنة ضوئية) |
| ----------------------------------------------- | ------------------------------------------- |
| المجموعة المحلية                                | —                                           |
| مجموعة مجرات مافاي                              | 6–12                                        |
| مجموعة مجرات النحات                             | 10                                          |
| مجموعة مجرات م81                                | 10–11                                       |
| مجموعة مجرات م83 (أو NGC 5128 Group)            | 12–17                                       |
| مجموعة مجرات السلوقيان 1 (أو مجموعة مجرات م94 ) | 13–18>(مسييه 94)>                           |
| NGC-4631مجموعة مجرات                            | 25                                          |
| مجموعة مجرات مسييه 96                           | 35 (مسييه 96)                               |
| مجموعة مجرات دورادو                             | 48–60 (إن جي سي 1553 / NGC 1566)            |
| مجموعة مجرات الكور                              | 60                                          |
| تجمع مجرات العذراء                              | 65                                          |
| مجموعة مجرات الأسد 2                            | 70 (NGC 3607)                               |
| مجموعة مجرات الدب الأكبر                        | 75                                          |
| مجموعة مجرات العذراء 3                          | 65–82 (NGC 5569 / NGC 5713)                 |
| مجموعة مجرات النهر                              | 69–100 (إن جي سي 1300 / إن جي سي 1232)      |

## وصلات خارجية
- The Atlas of the Universe, موقع في الإنترنت قام بإنشائها عالم الفلك «ريتشارد باول» تبين خرائطا لجيراننا مع التدرج في مقياس الرسم لاتساع الكون المرئي (بالألوان ).

## اقرأ أيضًا
- مجموعة مجرات اورزا ماجور
- عنقود مجرات هورولوغيوم العظيم
- عنقود مجري هائل شابلي
- السور الكبير
- عنقود كورونا بورياليس الفائق
- السور العظيم سلووان
- مجموعة مجرات إم51
- تجمع مجرات العذراء
- مسييه 81
- مسييه 82
- مجموعة مجرات النحات
- السور الكبير
- السور العظيم سلووان
- عنقود الأسد المجري
- عنقود فورنكس المجري
- كتالوج أبل